# Pateley Bridge
Pateley Bridge – miasto w Anglii, w hrabstwie North Yorkshire, w dystrykcie (unitary authority) North Yorkshire. Leży 47 km na zachód od miasta York i 307 km na północ od Londynu, nad rzeką Nidd. Miasto liczy 2000 mieszkańców.